# دور پنداری
دور پنداری، یک اختلال درک بینایی است که در آن اجسام بسیار دورتر از آنچه که هستند به‌نظر می‌رسند. دور پنداری یک اختلال مرتبط با سندرم آلیس در سرزمین عجایب است.